# Czarna brama z grupą rzeźb w Kłodzku
Czarna brama z grupą rzeźb w Kłodzku – pochodząca z 1703 roku barokowa brama z figurami świętych.

## Historia
Wzniesiona w 1703 brama stanowiła północne wejście na otoczony murem cmentarz przy Kościele Wniebowzięcia Najświętszej Maryi Panny. W późniejszym okresie, podczas likwidacji cmentarza, mur został rozebrany i pozostawiono samą bramę. Budowla została wzniesiona przez anonimowych twórców i stanowi przykład tzw. małej architektury i rzeźby barokowej.   
Decyzją wojewódzkiego konserwatora zabytków z dnia 3 grudnia 1984 obiekt został wpisany do rejestru zabytków

## Architektura
Budowla została umiejscowiona przez jezuitów w perspektywie łączącej kościół parafialny z centrum miasta. Jest to typowa późnobarokowa brama, po jej obu stronach przylegają do niej dwa słupy toskańskie. Po lewej stronie zachował się fragment dawnego muru cmentarnego. W zwieńczeniu budowli umieszczono stromy i przerwany fronton zbliżony w kształcie do typu entrecoupé (z przerwą). Na frontonie stoją figury trzech jezuickich świętych: Franciszka Ksawerego (po lewej), Ignacego Loyoli (w centrum),  i Franciszka Borgiasza (po prawej). Pierwszy ukazany został z księgą reguł, jako założyciel zakonu, drugi z krucyfiksem, jako czciciel męki pańskiej, trzeci z czczonym obrazem Matka Boskiej Śnieżnej, jako propagator kultu maryjnego. Na fryzie bramy umieszczone są litery „A.M.D.G.”. Jest to skrót jezuickiej maksymy: („Ad maiorem Dei gloriam” — „Ku większej chwale Boga”). Wyrzeźbione w kluczu bramy skrzyżowane palmy pod koroną są symbolem chwały i nagrody wiekuistej. Brama stanowi świetne zamknięcie perspektywy ulicy Kościelnej.

## Galeria

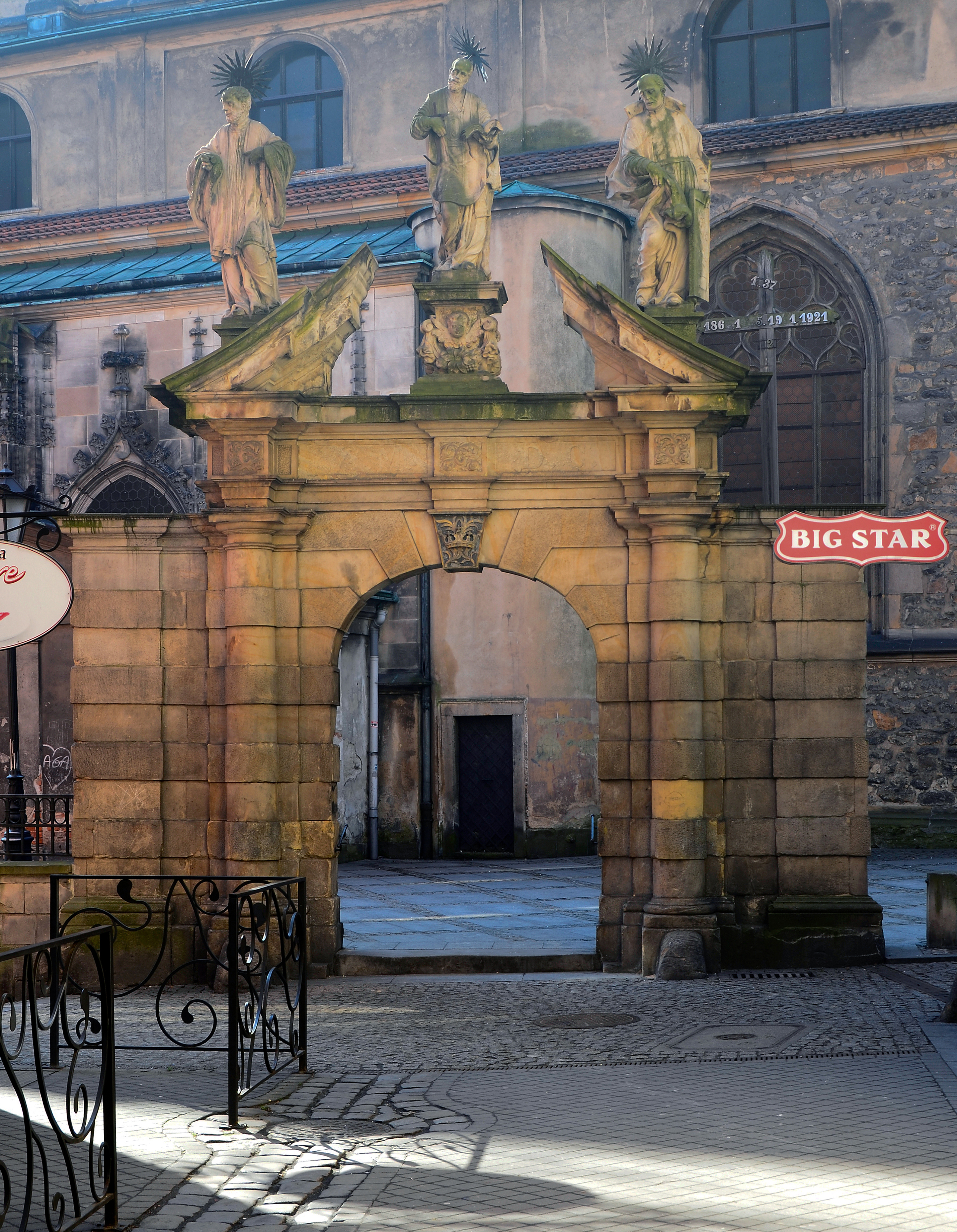
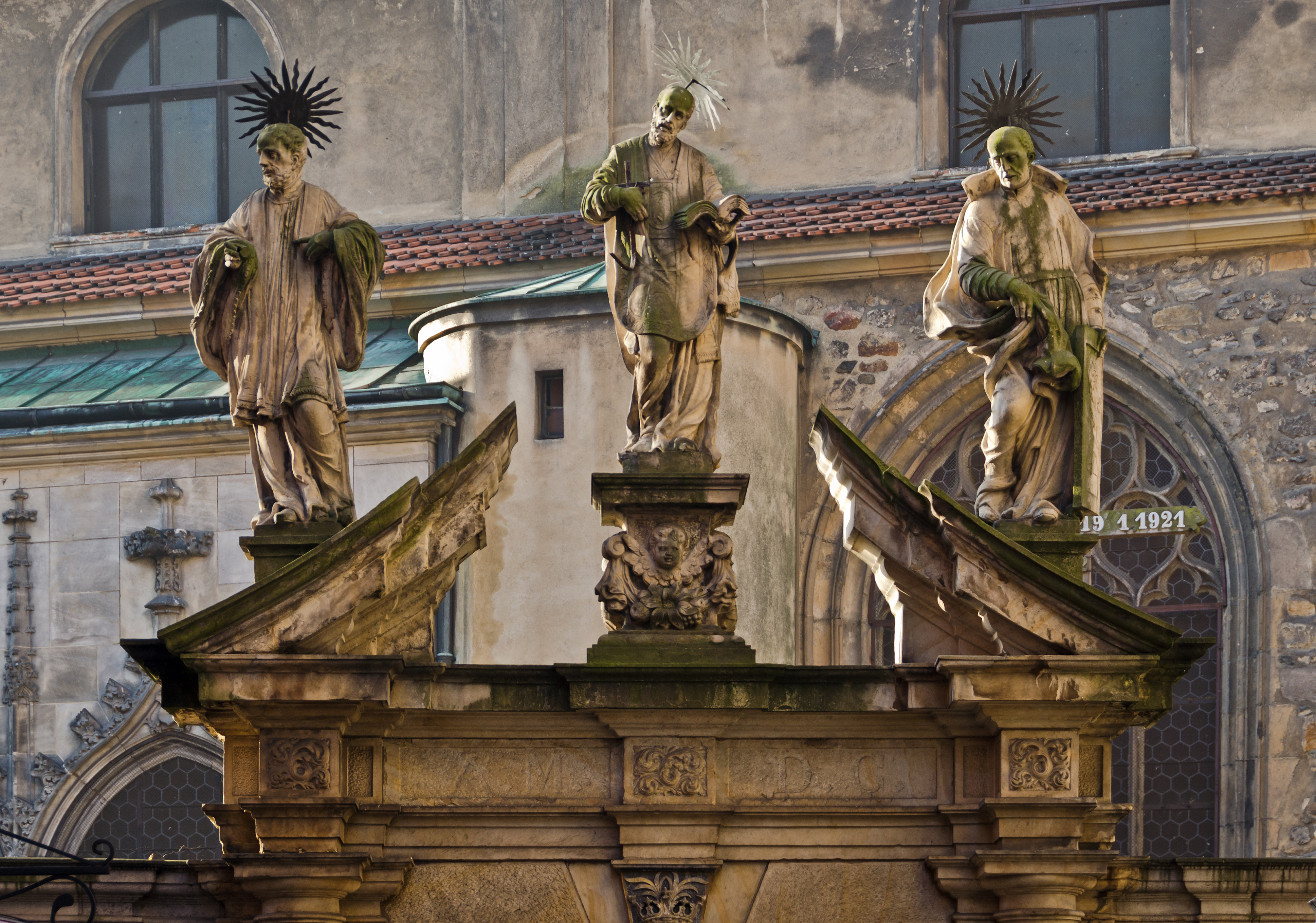
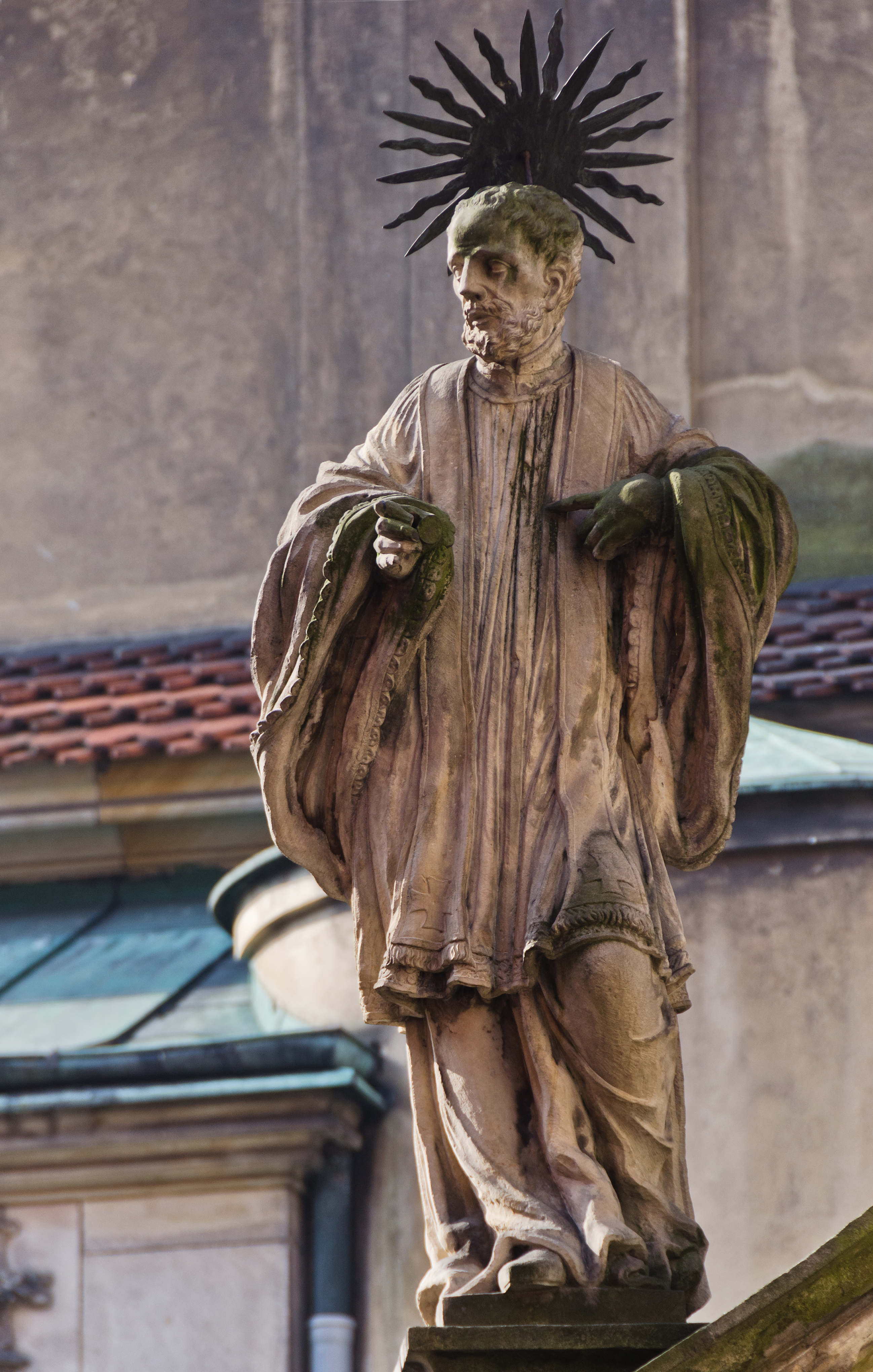
Franciszek Ksawery
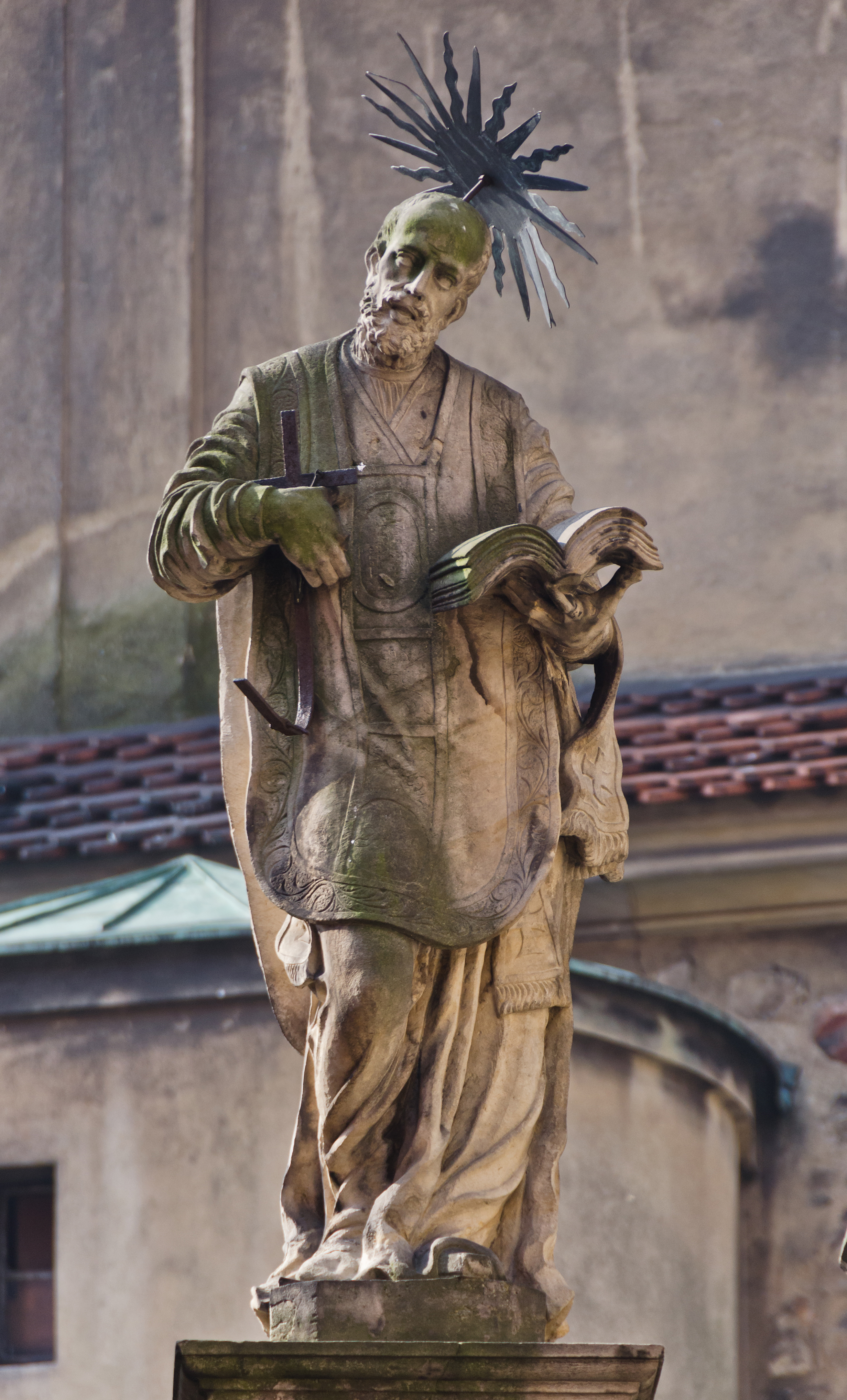
Ignacy Loyola
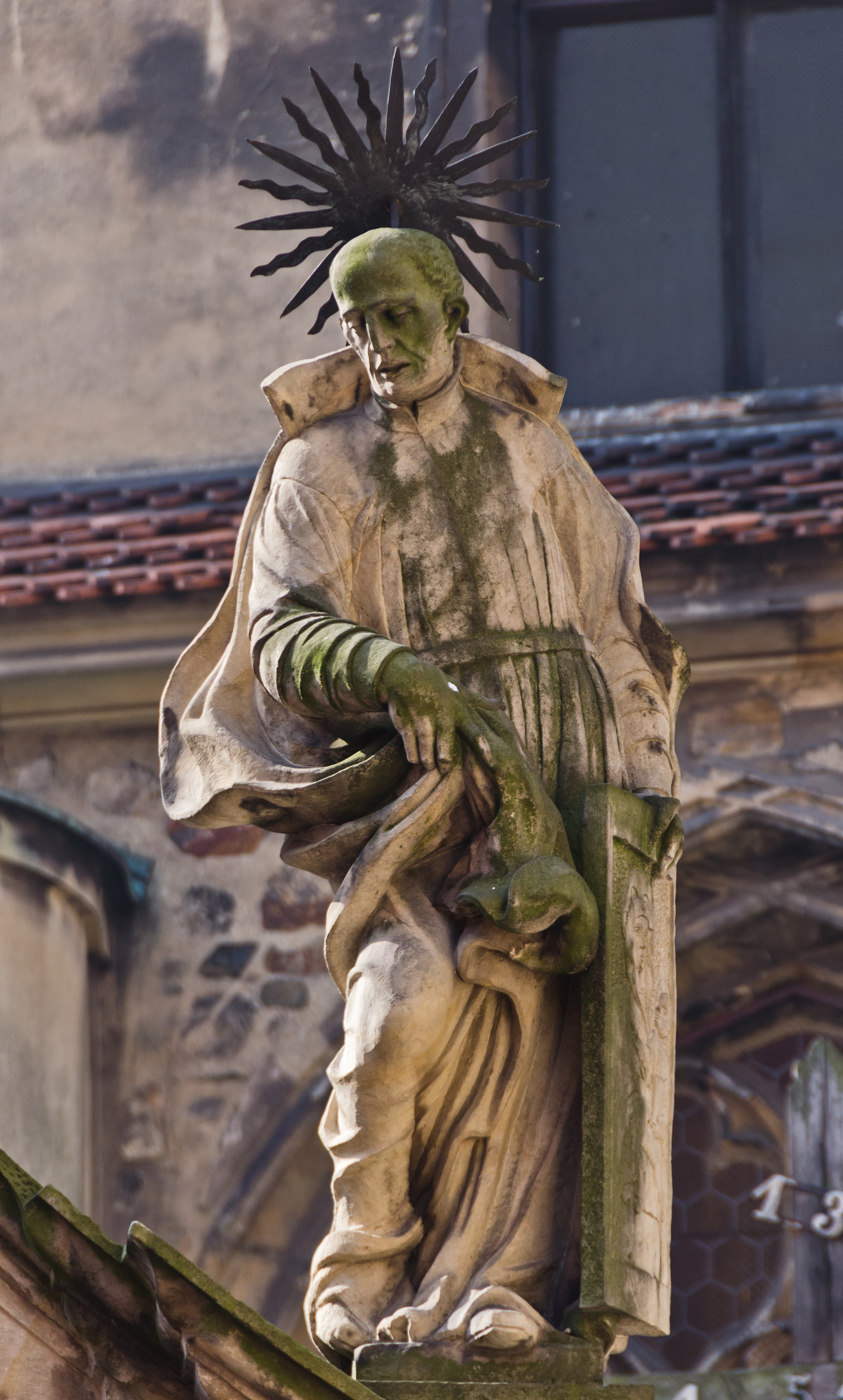
Franciszek Borgia
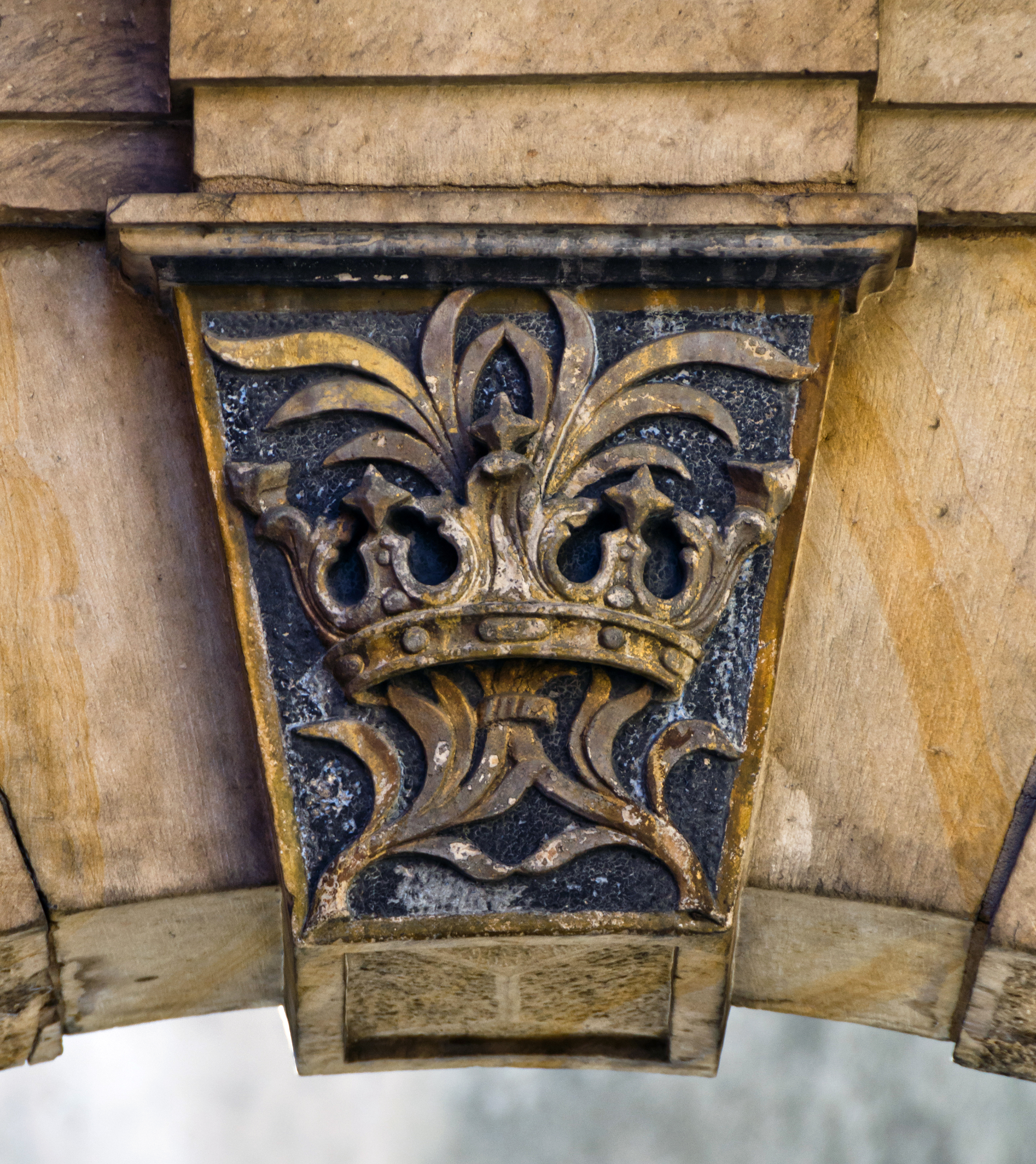
Zwornik
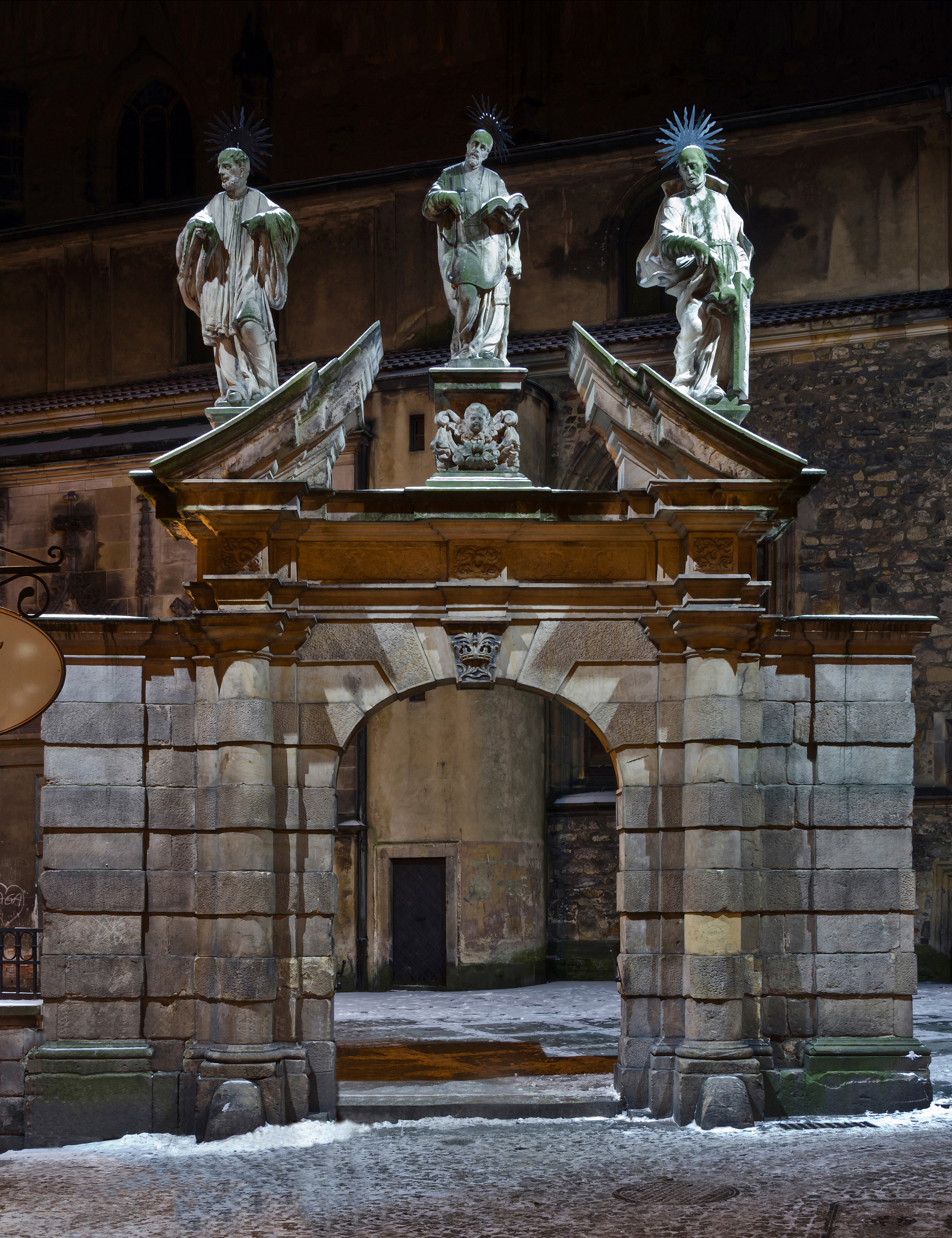
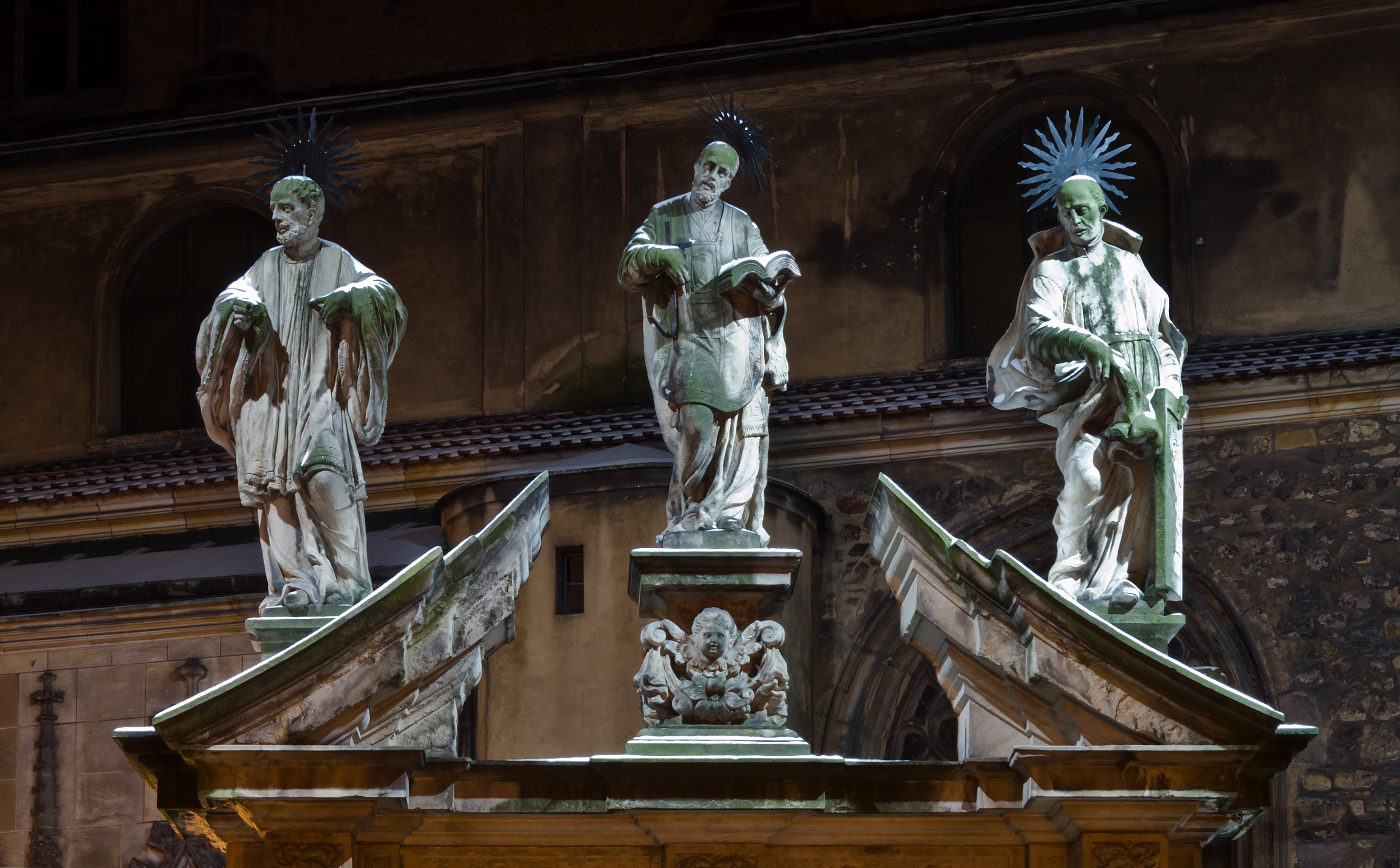